# Надія-СДЮШОР № 7
«Надія-СДЮШОР № 7» (біл. Надзея-СДЮШАР-7)  — білоруський жіночий футбольний клуб з міста Могильов.

## Хронологія назв
- 1988—1994, 1998—2003, 2006—2008 — Надія
- 1995—1997 — Надія-Спартак
- 2004—2005 — Надія-Ліфтмаш[1]
- 2009—2012 — Надія-СДЮШОР № 7
- 2013—2015 — Надія-Дніпро
- 2016—2020 — Надія-СДЮШОР № 7
- з 2020 — Дніпро-Могильов

## Історія
Однією з перших команд БРСР стала жіноча футбольна команда «Надія», створена в лютому 1988 року при об'єднанні «Могильовжитлобуд», керівником якого був В.І. Богомазов. Ініціатором створення команди став голова Ради фізкультури цього об'єднання Олег Юзєєв. Свої перші кроки команда робила на спортивній базі ДПТУ-54 під керівництвом заслуженого тренера Республіки Білорусь Івана Туркова та тренера В'ячеслава Туркова. Свою першу гру «Надія» провела 1 червня 1988 року в Могильові на стадіоні «Хімік» із командою «Вікторія» (Брест) та виграла з рахунком 9:0. Дебютував у Вищій лізі Першого чемпіонату Радянського союзу у 1990 році, в якому посів 5 місце. 1991 року «Надія» посіла 2-е місце у Вищій лізі та дійшла до півфіналу Кубку СРСР. З 1992 року бере участь у жіночому чемпіонаті Білорусі. У 1991 по грудень 2015 року команду тренував Олександр Ласточкін. З січня 2016 року головний тренер команди Шиндиков Володимир Петрович. На початку 2017 року команду вивели зі структури футбольного клубу «Дніпро-Могильов». У 2018 році брав участь у чемпіонаті Білорусі з футзалу. На початку 2020 року клуб змінив назву на «Дніпро-Могильов».

## Досягнення
Вища ліга СРСР
- Срібний призер (1): 1991

/ Вища ліга Білорусі
- Чемпіон (2): 1992, 1993
- Срібний призер (3): 1994, 2002, 2003
- Бронзовий призер (7): 1995, 2004, 2005, 2010, 2014, 2015, 2016

/ Кубок Білорусі
- Володар (4): 1992, 1993, 1994, 2004
- Фіналіст (2): 2003, 2008

 Суперкубок Білорусі
- Володар (1): 2005

## Статистика виступів
| Сезон | Чемпіонат | Чемпіонат | Чемпіонат | Чемпіонат | Чемпіонат | Чемпіонат | Чемпіонат | Чемпіонат | Чемпіонат | Кубок       | Єврокубки |
| Сезон | Дивізіон  | Місце     | Іг        | В         | Н         | П         | ЗМ        | ПМ        | О         | Кубок       | Єврокубки |
| ----- | --------- | --------- | --------- | --------- | --------- | --------- | --------- | --------- | --------- | ----------- | --------- |
| 1992  | вища      |           | 6         |           |           |           |           |           |           | Володар     | —         |
| 1993  | вища      |           | 12        | 12        | 0         | 0         | 62        | 1         | 36        | володар     | —         |
| 1994  | вища      |           | 16        | 13        | 1         | 2         | 104       | 7         | 40        | Володар     | —         |
| 1995  | вища      |           |           |           |           |           |           |           |           | Фінал       | —         |
| 1996  | вища      |           |           |           |           |           |           |           |           |             |           |
| 1997  | вища      |           |           |           |           |           |           |           |           |             |           |
| 1998  | вища      |           |           |           |           |           |           |           |           |             |           |
| 1999  | вища      | 7         | 14        | 3         | 0         | 11        | 19        | 45        | 9         |             | —         |
| 2000  | вища      |           |           |           |           |           |           |           |           |             |           |
| 2001  | вища      |           |           |           |           |           |           |           |           |             |           |
| 2002  | вища      |           |           |           |           |           |           |           |           |             | —         |
| 2003  | вища      |           | 12        | 8         | 4         | 0         | 47        | 3         | 28        | Фінал       | —         |
| 2004  | вища      |           | 14        | 11        | 0         | 3         | 73        | 7         | 33        | Володар     | —         |
| 2005  | вища      |           | 8         | 6         | 0         | 2         | 35        | 5         | 18        |             | —         |
| 2006  | вища      | 4         | 14        | 7         | 1         | 6         | 21        | 17        | 22        |             | —         |
| 2007  | вища      | 4         | 22        | 11        | 3         | 8         | 59        | 21        | 36        |             | —         |
| 2008  | вища      | 5         | 14        | 6         | 2         | 6         | 17        | 16        | 20        | Фінал       | —         |
| 2009  | вища      | 9         | 16        | 1         | 3         | 12        | 2         | 47        | 6         |             | —         |
| 2010  | вища      |           | 24        | 14        | 2         | 8         | 52        | 30        | 44        | півфінал    | —         |
| 2011  | вища      | 4         | 27        | 12        | 4         | 11        | 52        | 44        | 56        | півфінал    | —         |
| 2012  | вища      | 4         | 27        | 15        | 1         | 11        | 90        | 51        | 46        | чвертьфінал | —         |
| 2013  | вища      | 4         | 26        | 13        | 1         | 12        | 109       | 40        | 40        | півфінал    | —         |
| 2014  | вища      |           | 24        | 14        | 4         | 6         | 78        | 25        | 46        | півфінал    | —         |
| 2015  | вища      |           | 20        | 11        | 2         | 7         | 38        | 21        | 35        | півфінал    | —         |
| 2016  | вища      |           | 18        | 10        | 2         | 6         | 48        | 11        | 32        | півфінал    | —         |
| 2017  | вища      | 6         | 18        | 1         | 3         | 14        | 8         | 73        | 6         | чвертьфінал | —         |
| 2018  | вища      | 6         | 21        | 6         | 0         | 15        | 28        | 95        | 18        | чвертьфінал | —         |
| 2019  | вища      | 6         | 21        | 5         | 0         | 16        | 24        | 91        | 15        | чвертьфінал | —         |
| 2020  | вища      | 7         | 21        | 4         | 2         | 15        | 17        | 78        | 14        | чвертьфінал | —         |
| 2021  | вища      | 5         | 27        | 14        | 3         | 10        | 95        | 45        | 45        | чвертьфінал | —         |

## Постачальники форми
З 2014 року постачальником форми для команди є STALLER.

## Відомі гравчині
- Ірина Козєєва (1988—1993)
- Олена Кононова (1990—1991)
- Оксана Знайденова (2005)
- Валентина Нижегородова (2010)
- Наталія Ласточкіна (2010—2016, 2019)
- Інесса Певзнер (2011—2014)
- Наталія Мунтяну (2012—2016)
- Ольга Мелконянц (2015)
- Анастасія Філенко (2015—2016)
- Катерина Авхімович (2016)